# Anthrenoides palmeirae
Anthrenoides palmeirae är en biart som beskrevs av Urban 2005. Anthrenoides palmeirae ingår i släktet Anthrenoides och familjen grävbin. Inga underarter finns listade i Catalogue of Life.